# 太陽の中の生活
『太陽の中の生活』（たいようのなかのせいかつ）は、THE BACK HORNの5枚目のフルアルバム。2006年4月19日にDVD付初回限定盤と通常盤の2形態で発売。2008年9月3日に廉価盤が再発された。

## 収録曲
全作曲・編曲：THE BACK HORN
特記以外作詞：菅波栄純
1. カオスダイバー
13thシングル。
2. アポトーシス
3. 証明
作詞：松田晋二
4. ホワイトノイズ
作詞：松田晋二
5. 世界の果てで
6. 天気予報
7. ファイティングマンブルース
8. ブラックホールバースデイ (Album Version)
11thシングルのアルバムバージョン。
9. 浮世の波
作詞：岡峰光舟
10. ゆりかご
作詞：山田将司
11. 初めての呼吸で (Album Mix Version)
12thシングルのアルバムバージョン。

## 演奏
- 山田将司：Vocal, Trumpet, Accordion
- 菅波栄純：Electric & Acoustic Guitars, Voice, Scream!!, Chorus
- 岡峰光舟：Electric & Up-Light Basses, Chorus
- 松田晋二：Drums, Percussion, Narration, Chorus